# 郵政労働者ユニオン
郵政労働者ユニオン（ゆうせいろうどうしゃユニオン）は、東京都千代田区に本部を置いていた労働組合。2012年（平成24年）7月1日、郵政産業労働組合と組織統合され、郵政産業労働者ユニオンへ引き継がれた。

## 概要
- 1989年、当時の全逓（全逓信労働組合）が労使協調路線に転換、職場の人権や権利獲得の運動を放棄したとして反発した一部の組合員達が結成した。
- 「職員」でなくても加入は可能であった。
- 連合結成及び全逓の連合加盟に伴い、非共産左派系組合が相次いで離脱、郵政全労協を組織し、これが後に郵政労働者ユニオンとなる。伊藤基隆全逓書記長在任時の1990年、郵政反マル生闘争における被処分組合員の扱いを巡って、郵政省（当時）との裏交渉で「職場復帰の道が開かれた」として、1991年に処分撤回を求めた裁判を取り下げたが、省は誰一人として被処分者を再雇用しなかった。1979年4月28日に郵政省から前年から続いた反マル生闘争に対する「4･28処分」が出され61名の組合員が免職にされた。再雇用されなかった被処分組合員全員を組合組織から追放という結果に反発した組合員も合流。その為、郵政ユニオンが裁判を引き継ぎ、長い裁判闘争の末、2004年6月30日、東京高等裁判所（江見弘武裁判長）において、郵政反マル生闘争に参加して、1979年4月28日に懲戒免職となった元全逓組合員7人に対し、闘争は違法としつつも一般組合員の責任は小さいとして、懲戒免職処分を取り消す判決を下した。2007年2月13日、最高裁判所は高裁判決を支持、処分無効の最高裁決定が出る。上告不受理とし高裁判決が確定した。
- 主な労働運動の方針は、職場の人権や権利獲得。現在郵政関係の現場はパワハラ・セクハラ・過労死・過労うつ・過労自殺等の労働・人権問題等が山積の為、職場に潜在的ニーズがあり、また組合員にならない労働問題を抱えている被害者も支援していた。
- 主に不安定労働の強いられる、期間雇用社員の組合員の加入が多かった。郵政民営化後の人件費抑制の為会社が、雇い止めや雇用保険の支払い停止の為の時短勤務の変更等の施策に対して、非正規組合員の地位向上の為、郵政労働者ユニオンは、郵政民営化後初の時限ストライキを行った。
- 郵政産業労働組合（全労連系）、郵政倉敷労働組合と共闘関係があり、その内郵産労とは2012年に組織統合し、郵政産業労働者ユニオン（郵政産業ユニオン）を結成するに至った。

## 機関紙
- 郵政ユニオン新聞（一部の郵便局では定期的に通用門で全ての職員を対象に無償配布が行われている）